# Doctor Who (9.ª temporada)
A nona temporada (a trigésima quinta temporada no total) da série britânica de ficção científica Doctor Who teve início com o episódio "The Magician's Apprentice" no dia 19 de setembro de 2015 e se encerrou com "Hell Bent" em 5 de dezembro de 2015. Peter Capaldi retorna para sua segunda temporada interpretando o Doutor e Jenna Coleman retorna para a sua terceira temporada como Clara Oswald. As gravações começaram em janeiro e ocorreram até agosto de 2015.
Assim como nas outras temporadas, a nona temporada da série tem um arco de história (um tema tratado durante os episódios da temporada), que trata sobre "O Híbrido", uma antiga profecia de Gallifrey que fala de uma criatura vinda de duas raças guerreiras que iria pisar sobre as ruínas do planeta.

## Elenco

### Elenco Principal
- Peter Capaldi como O Doutor
- Jenna Coleman como Clara Oswald

### Elenco Recorrente
- Michelle Gomez como Missy
- Jemma Redgrave como Kate Stewart[1]
- Ingrid Oliver como Osgood
- Julian Bleach como Davros
- Jami Reid-Quarrell como Colony Sarff
- Maisie Williams como Ashildr/Me[2]
- Jovian Wade como Rigsy
- Donald Sumpter como Lorde Presidente Rassilon
- Ken Bones como General
- Clare Higgins como Ohila

## Episódios
| Especial (2014) |    |                                                         |                   |                                 |                        |      |    |
| 253 | —  | "Last Christmas" "O Último Natal"                       | Paul Wilmshurst   | Steven Moffat                   | 25 de dezembro de 2014 | 8,28 | 82 |
| Quatro membros da tripulação de uma base polar - Ashley Carter, Bellowa, Professor Albert e Shona - estão sob o ataque do alienígena Kantrofarri. Felizmente para eles, a ajuda está a caminho. Por mais desesperada que seja a situação, como eles irão lidar com a ajuda que chega em uma cabine policial, e a outra que virá em cima de um trenó puxado por renas voadoras. |    |                                                         |                   |                                 |                        |      |    |
| Temporada |    |                                                         |                   |                                 |                        |      |    |
| 254a | 1  | "The Magician's Apprentice" "O Aprendiz do Mágico"      | Hettie Macdonald  | Steven Moffat                   | 19 de setembro de 2015 | 6,54 | 84 |
| Quando os céus da Terra são congelados por uma misteriosa força alienígena, Clara precisa do Doutor. Mas onde ele está, e o que ele está escondendo? |    |                                                         |                   |                                 |                        |      |    |
| 254b | 2  | "The Witch's Familiar" "A Bruxa Familiar"               | Hettie Macdonald  | Steven Moffat                   | 26 de setembro de 2015 | 5,71 | 83 |
| Preso e sozinho em uma aterrorizante cidade Dalek, o Doutor está no coração de um perverso império; Sem chave de fenda sônica, sem TARDIS, sem ninguém para ajudar. |    |                                                         |                   |                                 |                        |      |    |
| 255a | 3  | "Under the Lake" "No Fundo do Lago"                     | Daniel O’Hara     | Toby Whithouse                  | 3 de outubro de 2015   | 5,63 | 84 |
| Quando uma base subaquática está sob ataque, o Doutor e Clara tem que salvar uma tripulação aterrorizada e derrotar uma ameaça impossível. |    |                                                         |                   |                                 |                        |      |    |
| 255b | 4  | "Before the Flood" "Antes da Inundação"                 | Daniel O’Hara     | Toby Whithouse                  | 10 de outubro de 2015  | 6,05 | 83 |
| No passado de uma cidade remota, um senhor da guerra alien - o Fisher King - coloca em prática um plano para garantir sua própria sobrevivência. |    |                                                         |                   |                                 |                        |      |    |
| 256 | 5  | "The Girl Who Died" "A Garota Que Morreu"               | Ed Bazalgette     | Jamie Mathieson e Steven Moffat | 17 de outubro de 2015  | 6,56 | 82 |
| Capturado pelos viquingues, o Doutor e a Clara devem ajudar a proteger uma aldeia de guerreiros espaciais do futuro; os Mire. Em menor número e desarmados, seu destino parece inevitável. Então, por que o Doutor está preocupado com uma única menina viquingue? |    |                                                         |                   |                                 |                        |      |    |
| 257 | 6  | "The Woman Who Lived" "A Mulher Que Viveu"              | Ed Bazalgette     | Catherine Tregenna              | 24 de outubro de 2015  | 6,11 | 81 |
| O mortal ladrão ‘Knightmare’ e seu ajudante espreitam pelas ruas escuras de Londres. Mas quando acham preciosidades que não são desse mundo, eles se veem cara a cara com o Doutor. |    |                                                         |                   |                                 |                        |      |    |
| 258a | 7  | "The Zygon Invasion" "A Invasão Zygon"                  | Daniel Nettheim   | Peter Harness                   | 31 de outubro de 2015  | 5,76 | 82 |
| Quando Osgood é sequestrada por uma gangue de malfeitores Zygons, o Doutor, Clara e a UNIT devem se espalhar por todo o mundo em uma tentativa de libertá-la. |    |                                                         |                   |                                 |                        |      |    |
| 258b | 8  | "The Zygon Inversion" "A Inversão Zygon"                | Daniel Nettheim   | Peter Harness                   | 7 de novembro de 2015  | 6,03 | 84 |
| Zygons estão por toda parte, e não há como saber em quem confiar. Com a UNIT neutralizada, só o Doutor está no caminho deles. |    |                                                         |                   |                                 |                        |      |    |
| 259 | 9  | "Sleep No More" "Sem Dormir"                            | Justin Molotnikov | Mark Gatiss                     | 14 de novembro de 2015 | 5,61 | 78 |
| Dentro da estação espacial Le Varrier está a gravação dos últimos sobreviventes da tragédia que aconteceu lá dentro. |    |                                                         |                   |                                 |                        |      |    |
| 260 | 10 | "Face the Raven" "Enfrentando o Corvo"                  | Justin Molotnikov | Sarah Dollard                   | 21 de novembro de 2015 | 6,05 | 84 |
| O Doutor e Clara, junto de seu velho amigo Rigsy, se encontram em um mundo alienígena mágico, escondido em uma rua no coração de Londres. |    |                                                         |                   |                                 |                        |      |    |
| 261 | 11 | "Heaven Sent" "Enviado ao Paraíso"                      | Rachel Talalay    | Steven Moffat                   | 28 de novembro de 2015 | 6,19 | 80 |
| Preso em um mundo diferente de tudo que ele já viu, o Doutor enfrenta o grande desafio de suas muitas vidas. O último teste. E ele deve enfrentá-lo sozinho. Perseguido pela monstruosa criatura conhecida apenas como Veil, ele deve tentar o impossível. Se conseguir, Gallifrey está esperando…                                                                             |    |                                                         |                   |                                 |                        |      |    |
| 262 | 12 | "Hell Bent" "Empenhado"                                 | Rachel Talalay    | Steven Moffat                   | 5 de dezembro de 2015  | 6,17 | 82 |
| O Doutor retorna a Gallifrey e terá que enfrentar os Senhores do Tempo em uma luta que o levará ao fim do tempo. Quem é o Híbrido? E qual é a confissão do Doutor? |    |                                                         |                   |                                 |                        |      |    |
| Especial (2015) |    |                                                         |                   |                                 |                        |      |    |
| 263 | —  | "The Husbands of River Song" "Os Maridos de River Song" | Douglas Mackinnon | Steven Moffat                   | 25 de dezembro de 2015 | 7,69 | 82 |
| É Natal em uma remota colônia de humanos, e o Doutor está se escondendo de canções natalinas e Tiarastiaras de Rena. Mas quando uma nave quebrada chama o Doutor para ajudar, ele descobre que foi convidado pelo grupo de River Song e viverá uma perseguição rápida e agitada pela galáxia.                                                                                  |    |                                                         |                   |                                 |                        |      |    |

### Prequelas
| Título | Dirigido por     | Escrito por   | Exibição original      | Duração |
| --- | ---------------- | ------------- | ---------------------- | ------- |
| Prólogo | Hettie MacDonald | Steven Moffat | 11 de setembro de 2015 | 1:55    |
| Prequela do primeiro episódio da temporada, "The Magician's Apprentice". O Prólogo mostra uma cena do Doutor com Ohila, líder da Irmandade de Karn. Eles discutem sobre uma visita a um antigo inimigo, no qual o Doutor não quer encontrar. Mas Ohila sabe que ele está mentindo |                  |               |                        |         |
| "The Doctor's Meditation" | Ed Bazalgette    | Steven Moffat | 15 de setembro de 2015 | 6:36    |
| Prequela do primeiro episódio da temporada "The Magician's Apprentice" exibido nos cinemas. |                  |               |                        |         |

## Filmagens
As filmagens da 9ª Temporada começaram no dia 5 de Janeiro de 2015 em Cardiff, com as gravações dos episódios 3 e 4 no primeiro bloco.A leitura do roteiro do primeiro bloco ocorreu em 18 de Dezembro e 2014.
Daniel O'Hara foi o Diretor responsável por dois episódios de 50 minutos na temporada. Tal fato foi confirmado pela BBC em 14 de janeiro de 2015.
Em 30 de Janeiro, Steven Moffat confirmou que o segundo bloco de produção constituía pelo dois primeiros episódios da temporada. As filmagens ocorreram em Tenerife, Espanha em fevereiro de 2015, com Hettie MacDonald como Diretora.
| Bloco | Episódio                                           | Diretor           | Roteirista                                         | Produtor      |
| ----- | -------------------------------------------------- | ----------------- | -------------------------------------------------- | ------------- |
| X     | "Last Christmas"                                   | Paul Wilmshurst   | Steven Moffat                                      | Paul Frift    |
| 1     | "Under the Lake" "Before the Flood"                | Daniel O'Hara     | Toby Whithouse                                     | Derek Ritchie |
| 2     | "The Magician's Apprentice" "The Witch's Familiar" | Hettie MacDonald  | Steven Moffat                                      | Peter Bennett |
| 3     | "The Girl Who Died" "The Woman Who Lived"          | Ed Bazalgette     | Jamie Mathieson e Steven Moffat Catherine Tregenna | Derek Ritchie |
| 4     | "The Zygon Invasion" "The Zygon Inversion"         | Daniel Nettheim   | Peter Harness                                      | Peter Bennett |
| 5     | "Face the Raven"                                   | Justin Molotnikov | Sarah Dollard                                      | Nikki Wilson  |
| 6     | "Heaven Sent" "Hell Bent"                          | Rachel Talalay    | Steven Moffat                                      | Peter Bennett |
| 7     | "Sleep No More"                                    | Justin Molotnikov | Mark Gatiss                                        | Nikki Wilson  |

## Lançamentos em DVD e Blu-ray
"Last Christmas" foi lançado como episódio único em DVD e Blu-ray em 26 de janeiro de 2015 na Região 2. Os primeiros seis episódios da 9.ª temporada também foram lançados na Região 2 em DVD e Blu-ray em 2 novembro e um dia depois na Região 1. Além dos episódios, foi disponibilizado também três documentários do Doctor Who Extra. A segunda parte da temporada será lançado em 4 de janeiro de 2016 na Região 2.
O box completo da 9.ª temporada será lançado em 7 de março de 2016 na Região 2 e em 5 de abril na Região 1.